# Финн, Джон
Джон Джо́зеф Финн, более известный как Джон Финн (англ. John Finn; род. 30 сентября 1952 года) — американский актёр второго плана, наиболее известный по роли в основном актёрском составе сериала «Детектив Раш», выходившего на канале CBS с 2003 по 2010 год. Финн также снимался в ролях второго плана в таких фильмах, как «Анализируй то» (2002), «Загнанный» (2003),  «Поймай меня, если сможешь» (2002), «Настоящее преступление» (1999), «Турбулентность» (1997), «Сметённые огнём» (1994), «Дело о пеликанах» (1993) и «Слава» (1989). Убедительно сыграл одну из ключевых второстепенных ролей (Майкл Критчго) в сериале «Секретные материалы».

## Ранняя жизнь и карьера
Родился в Бронксе, Нью-Йорк. Имеет ирландское происхождение — родители его матери были уроженцами Ирландии. В 1970 году закончил Элдредскую Центральную школу в Элдреде, Нью-Йорк. Служил в ВМС США, после чего снялся в таких фильмах, как «Дело о пеликанах», «Настоящее преступление», «Слава», «Путь Карлито», «Поймай меня, если сможешь», «К звёздам», «Одарённая». Сыграл одну из главных ролей в фильме 2014 года «Подарок», который был выдвинут от Ирландии на премию «Оскар».
Наиболее известен благодаря роли лейтенанта Джона Стиллмена в телесериале «Детектив Раш», которую он играл с 2003 по 2010 год.
Среди телесериалов, в которых Джон Финн снялся в качестве актёра второго плана — «Бухта Доусона», «Практика», «Секретные материалы», «Странный мир», «Надежда Чикаго», «Форс-мажоры».  В телесериале «Полиция Нью-Йорка» сыграл нескольких персонажей. В мини-сериале «Самый громкий голос» сыграл Джека Уэлча.